# Rhinolophus deckenii
Rhinolophus deckenii är en fladdermusart som beskrevs av Peters 1867. Rhinolophus deckenii ingår i släktet Rhinolophus och familjen hästskonäsor. IUCN kategoriserar arten globalt som nära hotad. Inga underarter finns listade i Catalogue of Life.
Denna fladdermus förekommer främst i östra Kenya och östra Tanzania vid Indiska oceanen samt på några öar i samma region. En liten population hittades i Uganda. Arten vistas främst i ursprungliga skogar.